# 法登鎮區 (明尼蘇達州哈伯德縣)
法登鎮區（英語：Farden Township）是位於美國明尼蘇達州哈伯德縣的一個行政鎮區。

## 地方資料
法登鎮區的面積為93.77平方千米，當中陸地面積為87.26平方千米，而水域面積為6.51平方千米。根據2020年美國人口普查的數據，當地共有人口1145人，而人口密度為每平方千米12.21人。